# Bernard Aton IV Trencavel
Bernard Aton IV Trencavel (1066-1129) est un vicomte d’Albi et de Nîmes de 1074 à 1129, et un vicomte de Carcassonne, de Razès, de Béziers et d’Agde de 1099 à 1129. Il est le fils de Raimond-Bernard Trencavel, vicomte d’Albi et de Nîmes, et d’Ermengarde, vicomtesse de Carcassonne, Razès, de Béziers et d’Agde.

## Biographie
Héritier des vicomtés d'Albi et de Nîmes par son père, il devient aussi vicomte de Carcassonne, de Béziers, d'Agde et de Razès du droit de sa mère, Ermengarde, sœur du dernier comte de Carcassonne, Roger III.

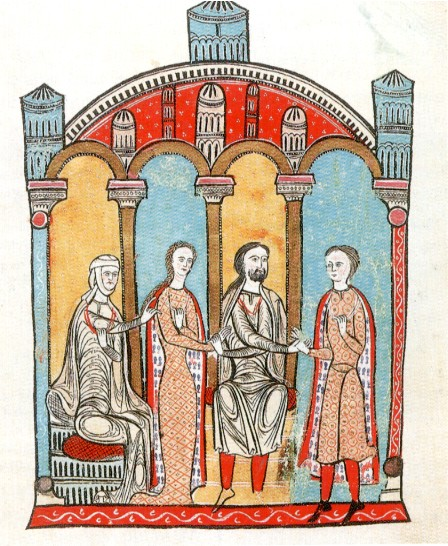
Liber feudorum maior : Ermengarde, la fille de Bernard Aton, debout entre sa mère et son père, est fiancée à Gausfred III de Roussillon.

Il récupère la cité de Carcassonne en 1082 après une lutte contre les autres prétendants, mais sa mère est la vicomtesse en titre, et promet de la rendre à son possesseur d'origine Raimond-Bérenger III, comte de Barcelone, après la mort de son père Raimond-Bérenger II. Mais, au contraire, Bernard Aton compte asseoir son pouvoir dans la région. En 1093, Raimond-Bérenger III est majeur et tente de récupérer Carcassonne.
En 1101, il part en Terre sainte et Raimond-Bérenger IV occupe Carcassonne. Quand Bernard Aton revient en 1105, il lui reprend Carcassonne, le Razès et le Lauraguais. Il se venge sur les habitants qui avaient accueilli le comte de Barcelone, et ceux-ci réclament le retour de Raimond-Bérenger III. En 1112, l'armée de Barcelone, avec l'appui d'Aymeri II, vicomte de Narbonne, menace Carcassonne et Bernard Aton mais Richard de Millau, archevêque de Narbonne, s'insinue dans le dialogue et convainc le comte de Barcelone de faire demi-tour. Bernard Aton joue ensuite l'alliance avec Alphonse Jourdain, comte de Toulouse contre le comte de Barcelone. En 1120, les habitants refusent l'entrée de Bernard Aton dans la ville. Ce dernier appelle l'aide du comte de Toulouse, Alphonse Jourdain mais ce dernier est aux prises avec le duc d'Aquitaine. Il aide Bernard Aton en 1124 à reprendre sa cité. En 1127, il contre cependant Alphonse qui cherche à relier ses domaines en s'implantant dans la vicomté de Nîmes. Il marie sa fille avec Rostaing de Posquières, un seigneur du Nîmois, et se constitue un réseau de fidèles. Alphonse Jourdain n'insiste pas et se retire.
Bernard Aton meurt en 1129 et ses trois fils se partagent ses vicomtés.

## Mariage et enfants
Il épouse en 1083 Cécile de Provence (morte en 1150), fille de Bertrand II, comte de Provence, et de Mathilde. De ce mariage sont nés :
- Roger Ier (mort en 1150), vicomte de Carcassonne, d’Albi et de Razès (1129-1150) ;
- Raimond Ier (mort en 1167), vicomte de Béziers (1129-1167) et d'Agde (1129-1150), puis de Carcassonne, Razès et Albi (1150-1167) ;
- Bernard Aton V (mort en 1159), vicomte de Nîmes (1129-1159) et d'Agde (1150-1159) ;
- Ermengarde (morte en 1156), mariée en 1110 à Gausfred III, comte de Roussillon ;
- Metteline ou Métheline (v. 1090 - apr. 1168) s'est mariée en 1105 à Arnaud de Béziers-Sauvian. Selon Duhamel-Amado, le mariage n'a pas eu lieu[3]. Elle s'est peut-être aussi mariée avec Austors de Lunas ;
- Ermessinde, mariée en 1121, à Rostaing Ier, seigneur de Posquières[4] ;
- Pagane.